# Denis Goguet
Denis Goguet, seigneur de La Sausaye (né à La Flotte-en-Ré le 8 octobre 1704 et mort à La Rochelle le 31 janvier 1778), est un négociant et armateur français.

## Biographie
Denis Goguet est le fils de Denis Goguet, seigneur de Longeais, marchand à La Flotte, et de Marguerite-Thérèse Sibille.
En 1731, agent du marchand rochelais Simon-Pierre Thiollière, il réalise des premiers voyages vers la Nouvelle-France. En 1734, il est à Québec comme subrécargue à bord du Comte de Toulouse et porteur de connaissements, d'instructions et d'une procuration des frères Antoine et Joseph-Marie Pascaud (fils d'Antoine Pascaud), propriétaires de la plus importante firme rochelaise à commercer au Canada. Il y développe ses relations et y reste de si nombreuses années commissionnaire des Pascaud qu'il devient un semirésidant de la communauté commerciale de la basse ville de Québec. Le 24 novembre 1738, à Québec, il épouse Louise-Élisabeth Ferré du Buron. Ils sont les parents de Joseph Denis Goguet (maire de La Rochelle et gendre de Joseph-Marie Pascaud), et les beaux-parents de Nicolas Marie Gomé de La Grange, de Pierre Navarre du Cluzeau, de Joseph Louis Faure Douville.
À partir de 1741, il est chargé de la gestion du monopole de la pêche de la morue et de la chasse du phoque et du morse aux îles de la Madeleine que viennent d'obtenir les Pascaud. 
Le 23 avril 1743, il est nommé receveur des droits de l'Amirauté de Québec.
En 1747, Goguet rentre en France et s'établit à La Rochelle comme négociant et armateur, avec Jacques Perrault comme agent à Québec. Il devient le principal destinataire des fourrures canadiennes, comptant notamment l'intendant François Bigot dans ses clients. Il devient président-trésorier de France au bureau des finances de la généralité de La Rochelle, devient échevin et est élu syndic des marchands de La Rochelle le 16 juin 1756.
Il acquiert une charge de secrétaire du roi en 1769 et le château de la Sauzaie (Saint-Xandre).